# Apskritis de Marijampolė
L'apskritis de Marijampolė (en lituanien : Marijampolės apskritis) est l'un des dix apskritys (subdivision territoriale) de Lituanie. Il est situé au sud du pays dans la région historique de la Sudovie. Sa capitale administrative est Marijampolė.
L'apskritis de Marijampolė est divisé en cinq municipalités :
- municipalité de Kalvarija ;
- municipalité de Kazlų Rūda ;
- municipalité de Marijampolė ;
- municipalité du district de Šakiai ;
- municipalité du district de Vilkaviškis.